# Берг (Таунус)
Берг (нем. Berg) — община в Германии, в земле Рейнланд-Пфальц. Входит в состав района Рейн-Лан. Подчиняется управлению Настеттен. Население составляет 236 человек (на 31 декабря 2010 года). Занимает площадь 3,30 км².